# Yasutaka Uchiyama
Yasutaka Uchiyama (ur. 5 sierpnia 1992 w Sapporo) – japoński tenisista, reprezentant kraju w Pucharze Davisa.

## Kariera tenisowa
Zawodowym tenisistą Uchiyama jest od 2011 roku.
Jest zwycięzcą jednego turnieju o randze ATP Tour w grze podwójnej.
Od 2013 roku reprezentuje Japonię w Pucharze Davisa. W 2014 zdobył brązowy medal w konkurencji gry drużynowej podczas igrzysk azjatyckich w Inczonie.
W rankingu gry pojedynczej Uchiyama najwyżej był na 78. miejscu (4 listopada 2019), a w klasyfikacji gry podwójnej na 102. pozycji (20 sierpnia 2018).

### Finały w turniejach ATP Tour
| Legenda                                      |
| -------------------------------------------- |
| Wielki Szlem                                 |
| Igrzyska olimpijskie                         |
| Tennis Masters Cup / ATP Finals              |
| ATP Masters Series / ATP Tour Masters 1000   |
| ATP International Series Gold / ATP Tour 500 |
| ATP International Series / ATP Tour 250      |

#### Gra podwójna (1–0)
| Końcowy wynik | Nr | Data                | Turniej | Nawierzchnia | Partner       | Przeciwnicy               | Wynik finału |
| ------------- | -- | ------------------- | ------- | ------------ | ------------- | ------------------------- | ------------ |
| Zwycięzca     | 1. | 8 października 2017 | Tokio   | Twarda       | Ben McLachlan | Jamie Murray Bruno Soares | 6:4, 7:6(1)  |